# Honduraški zaliv
Honduraški zaliv je velik zaliv Karibskega morja, ki se razteza ob obalah Belizeja, Gvatemale in Hondurasa. Od severa proti jugu poteka približno 200 km od Dangrige v Belizeju do La Ceibe v Hondurasu.
Notranjost Honduraškega zaliva obdaja Belizejski koralni greben, ki tvori južni del 900 km dolgega sistema mezoameriških koralnih grebenov, drugega največjega sistema koralnih grebenov na svetu. Belizejski koralni greben vključuje številne majhne otoke, imenovane cays, ki so skupaj znani kot Pelican Cays.
Honduraški zaliv je zaznamovan s kompleksno dinamiko obalnih in odprtih voda ter oceanskih tokov, ki so ustvarili zelo raznolik in edinstven ekosistem s široko paleto obalnih morskih voda, vključno z obalnimi estuariji, pregradnimi plažami, lagunami, slanimi močvirji med plimovanjem, gozdovi mangrov, postelje z morsko travo in pregradni grebeni.
Zaliv prejema dotok iz porečij 12 rek z ocenjenim pretokom 1.232.000 litrov na sekundo.
Turiste pogosto popeljejo na izlete z ladjo do Pelican Cays, zlasti Caye Caulker in Ambergris Caye.
Leta 1961 je orkan Hattie preplavil Honduraški zaliv in uničil stavbe v Belizeju.
Zloglasni pirat Črnobradec je preživel zimo 1717–1718, ko je nadlegoval ladje, ki so plule v in iz pristanišča Vera Cruz v Mehiki in prečkale Honduraški zaliv. Aprila 1718 je Črnobradec pri atolu Turneffe ujel ladjo za sečnjo lesa Adventure in prisilil njenega kapitana Davida Herriota, da se mu pridruži. Črnobradec je nato imenoval Israel Hands za kapitana Adventure in začel pluti proti Severni Karolini.

## Obseg
Mednarodna hidrografska organizacija ni razmejila meja Zaliva. Njegova najsevernejša točka je različno podana kot Belize (mesto), Dangriga ali Gladden Spit; njena najbolj vzhodna točka kot Punta Sal, Punta Izopo ali La Ceiba. Severne meje so v okrožjih Belize ali Stann Creek v Belizeju, medtem ko so vzhodne v departmaju Atlántida v Hondurasu.
Med 16. in 20. stoletjem naj bi meje Zaliva potekale od rta Catoche do rta Gracias a Dio.

## Zgodovina
10.–‍12. decembra 1989 je Srednjeameriški integracijski sistem ustanovil Komisijo za okolje in razvoj, organ, zadolžen za usklajevanje politik varstva okolja, projektov in programov po vsej regiji. Po podpisu Zavezništva za trajnostni razvoj Srednje Amerike 12. oktobra 1994 je Komisija sprejela svoj prvi regionalni načrt okoljskega upravljanja. V letih 1995 in 2005 je Komisija zagotovila nepovratna sredstva za svoje delo v Zalivu.
Leta 1996 je devet nevladnih organizacij v Belizeju, Gvatemali in Hondurasu ustanovilo Trinacionalno zvezo za ohranitev Honduraškega zaliva (alias TRIGOH). Zavezništvo si prizadeva uskladiti politiko članov glede upravljanja morskih in obalnih zaščitenih območij v Zalivu ter uskladiti njihovo upravljanje in raziskovalne dejavnosti.

## Geografija
Severne (tj. belizejske) obale zaliva so večinoma sestavljene iz grebenov s peščenimi plažami, slanih plimskih močvirij in lagun. Posejane je z majhnimi estuariji, mangrovami, morskimi travniki, zaplatami in pregradnimi grebeni in koralnimi grebeni. Obalo v ustju zaliva (tj. gvatemalsko obalo) sestavljajo predvsem goščave mangrov, veliki estuariji, dna z morsko travo in plaže. Južno obalo (v Hondurasu) zaznamujejo dolge plaže, obsežne mangrove in koralni grebeni.
Kontinentalni šelf (polica) Zaliva se razprostira približno 15–40 km od obale. Severna polica ima del Belizejskega koralnega grebena, ki se razteza do Sapodilla Cayes. Šelf v ustju zaliva ima pet vzporednih podmorskih grebenov celinskega izvora, ki štrlijo proti severovzhodu. Razcepi ga prelom Swan Island, ki deli severnoameriško in karibsko tektonsko ploščo in tvori južno mejo Kajmanskega korita.

### Podnebje
Podnebje Zaliva je tropsko ali subtropsko (tj. po Köppnovi podnebni klasifikaciji Am in Af). Temperatura se med letom malo spreminja, v povprečju znaša 28 °C, čeprav jo hladni severni vetrovi in pasati, ki v zimskih mesecih pihajo iz Severne Amerike, rahlo znižajo na 23 °C. Padavine in vlaga sta sezonski; med deževno sezono junij–oktober pade povprečno 50 mm padavin na mesec in med sušno sezono november–maj 275 mm padavin. Mokro sezono povzroči letna selitev medtropske konvergenčne cone proti severu. Padavine in vlažnost se poleg tega razlikujejo glede na lokacijo, s približno 3000–4000 mm letnih padavin na obalnih območjih in približno 10.000 mm v gorovju Maya. Severovzhodni pasati najbolj prevladujejo na letni vzorec vetra v Zalivu; njihove hitrosti segajo od 3 m do 8 m na sekundo. Tropske nevihte in orkani so redni med avgustom in oktobrom, pri čemer je na severovzhodnem delu Zaliva (tj. v Belizeju) povprečno 60 neviht na stoletje, na jugozahodni obali (tj. Gvatemala in Honduras) pa povprečno 20 neviht na stoletje.

## Geologija

### Kopno
Severna obala Zaliva (tj. Belizejska) je sestavljena predvsem iz treh geoloških formacij‍–‍ metamorfoziranih sedimentov (tj. metasedimentov) in granitnih vdorov v gorah Maya ter obalnih aluvialnih sedimentov vzhodno, jugovzhodno in južno od tega območja. Metasedimenti so najstarejše kamnine v Belizeju, nastale v paleozoiku pred približno 300 milijoni let. So del skupine Santa Rosa in so sestavljeni iz drobnozrnatih filitov, skrilavcev in blatnikov. Aluvialni sedimenti so nastali v terciarnem obdobju približno 10 milijonov let. Primarni tipi tal so Ossory (iz metasedimentov), Stopper (iz granita), Melinda in Puletan (iz aluvialnih sedimentov) in tintalna tla (tj. mokra, močvirnata tla). Belizejski koralni greben ščiti to obalo pred valovi odprtega morja. Kot tako, sever-jug obala vzdolž te obale poganjajo predvsem valovi, ki nastanejo znotraj grebena.
Obala ob ustju zaliva (tj. gvatemalska obala) je sestavljena predvsem iz aluvialnega materiala iz kvartarne dobe. Južno (tj. honduraško) obalo sestavljajo predvsem sedimentni aluvij (površinske meje, tlakovci, prod, pesek in blato) in intruzivne plutonske tvorbe granita, granodiorita in diorita. Ti so nastali v obdobju kvartarja in krede. Zahodno-vzhodno primorje vzdolž te obale poganjajo predvsem valovi odprtega morja, ki se približujejo obali od vzhoda proti zahodu.

### Morje
Zaliv je del Kajmanskega jarka, enega od petih globokomorskih bazenov v Karibskem morju. Vsebuje odprto morsko laguno, ki jo tvorijo Belizejski koralni greben, zaliv Amatique, atlantska obala Gvatemale in vzhodni del obale Hondurasa. Zahodni del Zaliva leži na epikontinentalnem pasu, ki se razteza 60 km od obale, zato je precej plitvo, s povprečno globino manj kot 30 m. Velik izpust sladke vode iz rek Sarstoon, Dulce in Motagua omejuje razvoj koral v ustju zaliva na nekaj izoliranih zaplat, kot je na primer Hunting Caye. Proti severovzhodnemu delu Zaliva se epikontinentalni pas nenadoma zniža, od približno 30 m pri prelomu palice do približno 2000 m v Kajmanskem jarku.

### Nastanek
Severna obala Zaliva, na polotoku Jukatan, je dosegla svojo današnjo lokacijo v pozni juri približno pred 150 Mya. Srednjeameriška platforma se ji je pridružila v eocenski dobi približno 40 milijonov let in tako oblikovala zaliv ali zaliv v ali okoli sedanje lokacije Honduraškega zaliva.

## Hidrologija

### Razvodnice
Osem primarnih in 17 pomožnih porečij napolni zaliv. Pokrivajo približno 53.700 km² z 4148 km² v Belizeju, 13.093 km² v Gvatemali in 21.168 km² v Hondurasu. Vsebujejo 13 večjih in več manjših rek, pri čemer prva v povprečju izpusti približno 2200 m³ sladke vode na sekundo, druga pa v povprečju približno 2151 m³/s. Letno Zaliv prejme približno 74–76 km³ vode iz svojih porečij. Sedimentni izpust iz belizejskih rek v zaliv je bil v povprečju 80, 15 oziroma 5 odstotkov blata, gline in peska. Največji iztok sladke vode in sedimentov se pojavi v mokri sezoni, ki običajno presega izpust sušne sezone za faktor 5-9.

### Tokovi
Odprto morje Zaliva doživlja Karibski tok in skoraj stalni ciklonski vrtinec, ki nastane v jugozahodnem kotu Kajmanskega žleba. Slednji je osredotočen na približno 19°S 86°W, kar ustvarja anomalijo višine morske površine negativnih 0,2 m, s hitrostmi obrobnega toka od 0,2–0,4 m/s.
Karibski tok teče od vzhoda proti zahodu v globokih vodah ob epikontinentalnem pasu Hondurasa. Pri tem vsakih nekaj mesecev ustvari ciklonske vrtljaje v nasprotni smeri urinega kazalca, za katere je značilna depresija osrednjega nivoja vode za 20–‍30 cm, ki potrebujejo 2–3 mesece, da napredujejo proti zahodu vzdolž honduraške obale proti Belizeju.
Vzdolž severne (tj. belizejske) obale zaliva vztrajni severovzhodni pasati ohranjajo konstanten južni padajoči veter s hitrostjo od 0,1–0,2 m/s. Ta južni zanos pa poganja vrtinec v nasprotni smeri urinega kazalca vzdolž ustja zaliva in vzdolž njegove južne obale (tj. obale Gvatemale in Hondurasa).

### Plimovanje
Zaliv doživlja mešano, večinoma poldnevno mikroplimo s povprečnim razponom nadmorske višine približno 0,2 m. Poldnevne in dnevne sestavne amplitude se gibljejo znotraj 0,03–0,07 m. Prevladujoče poldnevne in dnevne sestavine plimovanja se širijo proti zahodu vzdolž obale Hondurasa in proti severu vzdolž Belizejskega koralnega grebena. Tokovi, ki jih povzroči plima, so lahko občutni v zoženih kanalih vzdolž koralnega grebena Belize in tukaj dosežejo 0,4 m/s. Astronomske plime so šibke in občasno popolnoma prevladujejo meteorološke plime. Na primer, nevihtni val, povezan z orkanom Mitch, je 27. oktobra 1998 dvignil srednjo gladino vode v Gladden Spit za 2,8 m.

## Ekologija

### Ekosistemi
Najpomembnejši ekosistemi v Zalivu so gozdovi mangrov, dna morske trave in koralni grebeni, ki so eni najbolj produktivnih ekosistemov na Zemlji v smislu povprečne neto primarne produktivnosti in eni izmed najbolj ranljivih za spremembe v kakovosti vode.

#### Gozdovi mangrov
V zalivskih gozdovih mangrov prevladujejo rdeče mangrove, čeprav so prisotne tudi črne, bele in mangrove iz gumbastega lesa. Sestoji mangrov delujejo kot lovilci sedimentov v estuarijih, s čimer ščitijo koralne grebene pred sedimentacijo in zagotavljajo primarni vir prehrane in habitat za obalne morske živali. Delujejo tudi kot fizična zaščita pred tropskimi nevihtami za naselja v notranjosti. Največji gozdovi ležijo na območjih Sarstoon–Temash in Port Honduras–Payne's Creek (na južni obali Belizeja in atlantski obali Gvatemale). Manjši gozdovi so v bližini Livingstona, reke Dulce, Puerto Barrios, Punta de Manabique in v nacionalnem parku Jeanette Kawas. Sestoji mangrov pokrivajo vsaj 130.000 hektarjev zemlje v Belizeju in približno 708 hektarjev atlantske obale Gvatemale.

#### Gredice z morsko travo
Na dnu morske trave v Zalivu prevladuje želvja trava (Thalassia testudinum), pojavljajo pa se tudi Halodule wrightii, morska trava (Syringodium filiforme) in travna trava (Vallisneria americana). Travnike z morsko travo najdemo predvsem v čistih, peščenih dnih, plitvih vodah brez deskanja, kot jih najdemo ob obali Belizeja, v zalivu Amatique in v zalivu Graciosa. Pokrivajo približno 3750 hektarjev Zaliva in dosegajo gostoto približno 1433 rastlin na m². Zagotavljajo vir prehrane za morsko življenje in pomagajo stabilizirati obalo. V Belizeju služijo kot pomemben habitat za matične školjke, drugo najpomembnejšo komercialno ribjo vrsto v državi.

#### Koralni grebeni
Najpomembnejši koralni grebeni v Zalivu so Belizejski koralni greben, ki je del Mezoameriškega koralnega grebena, drugega največjega grebena na svetu. Sestavljajo ga lagunski grebeni, obrobni grebeni in atoli na morju. Je dom približno 60 koral, 350 mehkužcev in 500 vrst rib. Na gvatemalski in honduraški obali Zaliva so posejane posamezne koralne zaplate.

## Zaščita
Belize je bil prva država v Zalivu, ki je vzpostavila sistem zavarovanih območij. Odlok o kronskih deželah iz leta 1924 je pooblastil guvernerja v svetu, da nekatera kronska zemljišča razvrsti med zavarovana območja. Prvo tako razvrščeno območje je bil Half Moon Caye Crown Reserve, zatočišče za ptice, ustanovljeno 1. septembra 1928. Gvatemala in Honduras sta v 1990-ih vzpostavila zaščitena območja. Več kot 43, 29 oziroma 27 odstotkov ozemlja Belizeja, Gvatemale in Hondurasa je pod neko obliko zaščite. Prizadevanja za vzpostavitev mednarodnega zaščitenega območja v Zalivu je oviral belizejsko-gvatemalski ozemeljski spor.